# Coûte que coûte (film)
Pour plus de détails, voir Fiche technique et Distribution.
Coûte que coûte est un film français réalisé par Claire Simon et sorti en 1996.

## Fiche technique
- Titre : Coûte que coûte
- Réalisation : Claire Simon
- Scénario : Claire Simon
- Photographie : Claire Simon
- Son : Dominique Lancelot
- Montage : Catherine Quesemand
- Musique : Arthur H
- Production : La Sept - Les Films d'ici
- Distribution : Rezo Films
- Pays de production :  France
- Genre : documentaire
- Durée : 1 h 35 min
- Date de sortie : France - 7 février 1996

## Distinctions

### Récompenses
- Cinéma du réel 1995 : prix Louis-Marcorelles[1]
- Festival du film de Potsdam 1995 : grand prix du documentaire[2]

### Sélections
- Festival de Cannes 1995 (programmation de l'ACID)[3]
- États généraux du film documentaire 1995[4]